# Ивановское (посёлок, Переславский район)
Ивановское — поселок в Переславском районе Ярославской области.

## География
Находится в южной части Ярославской области на расстоянии приблизительно 20 км  от районного центра города Переславль-Залесский на трассе М-8.

## История
Дата основания- 1952 год. В поселке в период 1952-1978 годов работало торфопредприятие Ярославского треста "Яргосторф". До 2018 года поселок входил в состав Пригородного сельского поселения.
В Ивановском есть средняя общеобразовательная школа и  детский сад. МОУ Ивановская СШ основана в 1955 году. Школа приняла первых учеников 1 сентября 1955 года. Всего в школе было 7 классных комнат, и рассчитана она была на 280 учеников. Первый год школа была семилетней, но количество учеников постоянно росло, и в 1956 году был открыт 9 класс, в нём было 17 учеников. Когда общее количество учащихся достигло 600, в школе стали учиться в 2 смены. Встала необходимость в увеличении площади школы. В 1967 году появились пристройка к школе и началась кабинетная система, а в 1969 году в эксплуатацию было введено здание интерната, в котором проживало более 100 человек, которое с 2005 года переведено под школу.  
Действует сельский Дом культуры, библиотека, сельская баня  и амбулатория.
В 2012 году  в поселке Ивановское Переславского муниципального района состоялось открытие Отделения временного проживания граждан пожилого возраста и инвалидов, которое является структурным подразделением МУ «Комплексный центр социального обслуживания населения Переславского МР».Отделение временного проживания рассчитано на 23 места и предназначено для предоставления гражданам пожилого возраста и инвалидам на срок до 6 месяцев благоустроенного жилья, оказания бытовых, санитарно-гигиенических услуг, при необходимости – медицинской и психологической помощи, а также организации их питания и досуга.

## Население
Численность населения: 771 человек (русские 96 %) в 2002 году, 786 в 2010.